# Dalcio Giovagnoli
Dalcio Víctor Giovagnoli Barros (ur. 5 marca 1963 w Álvarez) – argentyński piłkarz pochodzenia włoskiego występujący na pozycji obrońcy, trener piłkarski.